# السهم الأخضر
السهم الأخضر (بالإنجليزية: Green Arrow)‏ هو بطل خارق خيالي يظهر في القصص المصورة التي تنشرها دي سي كومكس. من ابتكار مورت وايسنجر وجورج باب، ظهر للمرة الأولى في نوفمبر سنة 1941. اسمه أوليفر كوين رجل أعمال وملياردير وصاحب شركة «صناعات كوين» في مدينة «ستار»، أحيانا يرتدي ملابس مثل روبن هود. السهم الأخضر هو نبال يستخدم مهاراته لمكافحة الجريمة في مدينتي ستار وسياتل وهو عضو في فرقة العدالة. تم صنع مسلسل تلفزوني عن الشخصية وعرض على شبكة سي دبليو التلفزيونية باسم السهم من بطولة ستيفن أميل.